# Meister des Sebastians-Diptychons
Der Meister des Sebastians-Diptychons war ein Anfang des 16. Jahrhunderts, wahrscheinlich in Mainz und Straßburg tätiger oberrheinischer Maler und Glasmaler.
Der heute namentlich nicht mehr bekannte Maler erhielt seinen Notnamen nach einem um 1510 gemalten Diptychon mit der Darstellung der „Marter des heiligen Sebastian“, das sich seit 1912 in der Berliner Gemäldegalerie befindet. Nach den wenigen, von der Forschung zusammengetragenen Thesen, könnte er zwischen 1486 und 1500 in Mainz und nach 1510 in Straßburg tätig gewesen sein.
Neben dem Berliner Werk werden dem Meister des Sebastians-Diptychons noch zwei zwischen 1505 und 1510 gemalte Altarflügel mit Heiligendarstellungen in der Sammlung Heinz Kisters in Kreuzlingen zugewiesen, die heute überwiegend als Darstellungen der „Heiligen Ursula mit ihrem Gefolge“ und als „Heiliger Achatius mit den 10.000 Märtyrern“ gedeutet werden. Möglicherweise fertigte er auch zwei heute in Leipzig und Weimar befindliche Scheibenrisse an.
Stilistisch stehen seine Bilder der Werkstatt des Martin Schongauer nahe. Es gab zahlreiche Versuche, den Maler mit bereits bekannten Künstlern zu identifizieren. Neben einer frühen Zuschreibung an Albrecht Altdorfer wurden der junge Albrecht Dürer und Hans Baldung oder einer seiner Lehrer vorgeschlagen. Heute sieht man ihn überwiegend als einen Maler aus dem Umkreis Baldungs.
Typische Erkennungsmerkmale seiner Bilder sind die auffallend oval gemalten Gesichter mit ihren seltsam verquollenen Augen und den merkwürdig lächelnden Mündern.